# A Dozen Dreams
A Dozen Dreams is de eerste ep van de Nederlandse rockband Destine. De ep werd uitgebracht in 2006. 

## Nummers
De totale speeltijd bedraagt 22 minuten en 21 seconden.
1. Last Scene of a Plane Crash - 3:48
2. Novel Writer - 4:20
3. The Disappointment - 3:03
4. War Has Been Won - 4:18
5. Plan #9 - 6:52

## Bandleden
- Robin van Loenen – leadzanger, gitarist
- Tom Vorstius Kruijff – bassist, zanger
- Hubrecht Eversdijk – gitarist, zanger
- Laurens Troost – toetsenist, zanger
- Robin Faas – drummer